# Heliocopris hunteri
Heliocopris hunteri là một loài bọ cánh cứng trong họ Bọ hung (Scarabaeidae).